# 对耶稣的批评
拿撒勒人耶稣是基督教的中心人物。基督徒相信他过去是（现在仍然是）神，而伊斯兰教认为他只是一个先知、使者和弥赛亚。从他所生活的时代以来，许多有名的作者批评了他，其中一些是基督徒。
早期对耶稣和基督教的批评包括2世纪的塞尔苏斯和3世纪的波菲利。19世纪，尼采猛烈地批判耶稣，认为他的教导是“反自然”的，尤其体现在“性”等话题上。更多当代著名作者对耶稣进行了批评，其中包括Sita Ram Goel，克里斯托弗·希钦斯，伯特兰·罗素和陀耶难陀·萨罗斯薄底。

## 耶稣同代人的批评

### 法利赛人和文士
法利赛人和文士批评耶稣和他的门徒没有遵守摩西律法。他们批评门徒在吃饭前不洗手。（宗教领袖通常在吃饭前进行仪式性清洗，例如，洗手会一直洗到高至手肘，给杯子和盘子施洗——马可福音7：1-23，马太福音15：1-20）。他们也批评耶稣与公众吃饭（马可福音2:15）。法利赛人还批评耶稣的门徒在安息日收集粮食（马可福音2：23-3：6）。

### 魔术与驱魔
在一世纪后半叶和二世纪，反对基督教的犹太人和异教徒认为，耶稣和他的追随者的神迹和赶鬼是魔术。

## 犹太教的批评
犹太教，包括犹太教正统派，哈雷迪犹太教、犹太教改革派，犹太保守派和犹太重建派，都拒绝耶稣是上帝、三位一体的人和上帝的「中保」或调解者。犹太教也认为耶稣不是弥赛亚，认为他没有实现希伯来圣经的弥赛亚预言，也没有体现弥赛亚的个人资格。根据犹太传统，在玛拉基之后没有更多先知，玛拉基生活在耶稣前几个世纪，并在公元前420年宣布了他的预言。因此，犹太教批判耶稣自认为和暗示自己是弥赛亚和“神的儿子”，如新约中所提到的一样。

犹太律法的权威Mishneh Torah表明了犹太团体最后确定的共识，它记录在Hilkhot Melakhim 11：10-12中，认为耶稣是一块“绊脚石”，它使“世界大多人错误地敬拜神以外的事物。”
即使拿撒勒的耶稣——他想象自己是弥赛亚并被法庭杀害——也已经被但以理预言过了。但以理书11:14写道，“那时,必有许多人起来攻击南方王,并且你本国的强暴人必兴起,要应验那异象,他们却要败亡[绊倒]。”因为，还有比这更大的绊脚石吗？所以，所有先知都说，弥赛亚救赎以色列，保护他们，聚集被流放的人，并加强他们的诫命。而这个弥赛亚却让（别的国家）以刀剑破坏以色列，分散他们子孙，羞辱他们，让他们放弃遵守摩西五经，让世界大多人错误地敬拜神以外的事物。人没有能力知道上帝的想法，因为我们想法和神不同，我们的想法不是神的想法。然而，世界造物主的想法是——不管所有拿撒勒耶稣所做的，不管随后的 (默罕默德) 以实玛利派所做的——神的唯一目标就是为弥赛亚国王修直道路，恢复世界，以服侍神。所以西番雅书3:9说，“那时,我必使万民用清洁的言语好求告我─耶和华的名,同心合意地事奉我”。看看整个世界已经充满了弥赛亚的事物，摩西五经的事物，和十诫的事物！这些事物分散在远处的岛屿和许多未受割礼的国家中。——Hilchot Malachim (laws concerning kings) (Hebrew)", MechonMamre.org, Retrieved April 15, 2007

## 奴隶制
艾弗里·罗伯特·杜勒斯认为，“耶稣虽然多次谴责罪是一种对道德的奴役，但却对作为社会制度的奴隶制没有说过一句话”，因此他认为新约的作者也不反对奴隶制。在《福音派季刊》的一篇论文中，凯文·吉尔斯（Kevin Giles）指出，耶稣常常遇到奴隶制，“但是，耶和华对奴隶制没有说过一句批评说话。吉尔斯指出这个事实可用于证明耶稣赞同奴隶制。在某些非英语的主要翻译中，耶稣第一次讲道（路加福音4:18）的第一句话是呼唤释奴隶：“主的灵在我身上，因为他用膏膏我，叫我传福音给贫穷的人，差遣我报告被掳的得释放……”（见Cornilescu翻译）。

## 文献来源的批评

### 塞尔苏斯
克理索，2世纪希腊哲学家和早期基督教的反对者，对基督信仰的创始人耶稣有广泛批评。他诋毁或贬低耶稣的祖先、观念、出生、童年、事工、死亡、复活和持续的影响力。塞尔苏斯认为，耶稣的祖先来自一个犹太村庄。他的母亲是一个贫穷的乡下女孩，她通过替人洗衣糊口。耶穌的神迹来源于巫术，他是个微不足道而亲切的人，这个「拉比」耶稣保持了所有犹太习俗，包括在耶路撒冷圣殿献祭。他只聚集到几个追随者，把他的最糟糕习惯教導予他們，包括乞討金钱。这些门徒，相当于“十个渔夫和一对税吏”，沒甚麼好尊敬的。关于耶稣复活说法来自一个歇斯底里的女性，而复活的信仰是耶稣巫术以及追随者的疯狂想法的结果，所有这些的目的是为了给人留下深刻印象，让他人更愿意成为乞丐。
克理索认为，耶稣是偷偷摸摸的反叛者的灵感来源，他们应该受到处决。
克理索指出，耶稣是罗马士兵潘得拉或潘得拉的私生子。这些非法性指控是犹太人指控耶稣的最早的留有日记的记载（见英文词条：Jesus in the Talmud），他们指控耶稣是通奸所生，亲生父亲是名叫潘得拉的罗马士兵。 潘得拉是那时罗马士兵的一个普通名字。这个名字与希腊形容词parthenos（意为“处女”）有一些相似之处。一些学者认为，在德国Bad Kreuznach发现的Tiberius Julius Abdes Pantera罗马士兵坟墓是塞尔苏斯提到的Pantera。
根据克理索的說法，耶稣在《希伯来圣经》的预言中没有任何地位，认为他的复活是愚蠢的。

### 波菲利
新柏拉图主义哲学家波菲利撰写了15卷《反对基督教》的著作，被君士坦丁帝和狄奥多西二世所禁，现在只有一些残篇流传下来，由阿道夫·哈纳克收集。部分残篇由J. Stevenson翻译成英文，1957年出版，以下是一个例子：
即使我们假设一些希腊人是如此愚蠢，以至于认为神居住在雕像中，但对比人们相信神的能力下降到圣母马利亚的子宫中、变成一个胚胎、出生后以破布包裹，因而满布血迹和污垢（甚至更糟糕），前者的愚蠢信念会是一种更为纯洁的（宗教）信念。

### 弗里德里希·尼采

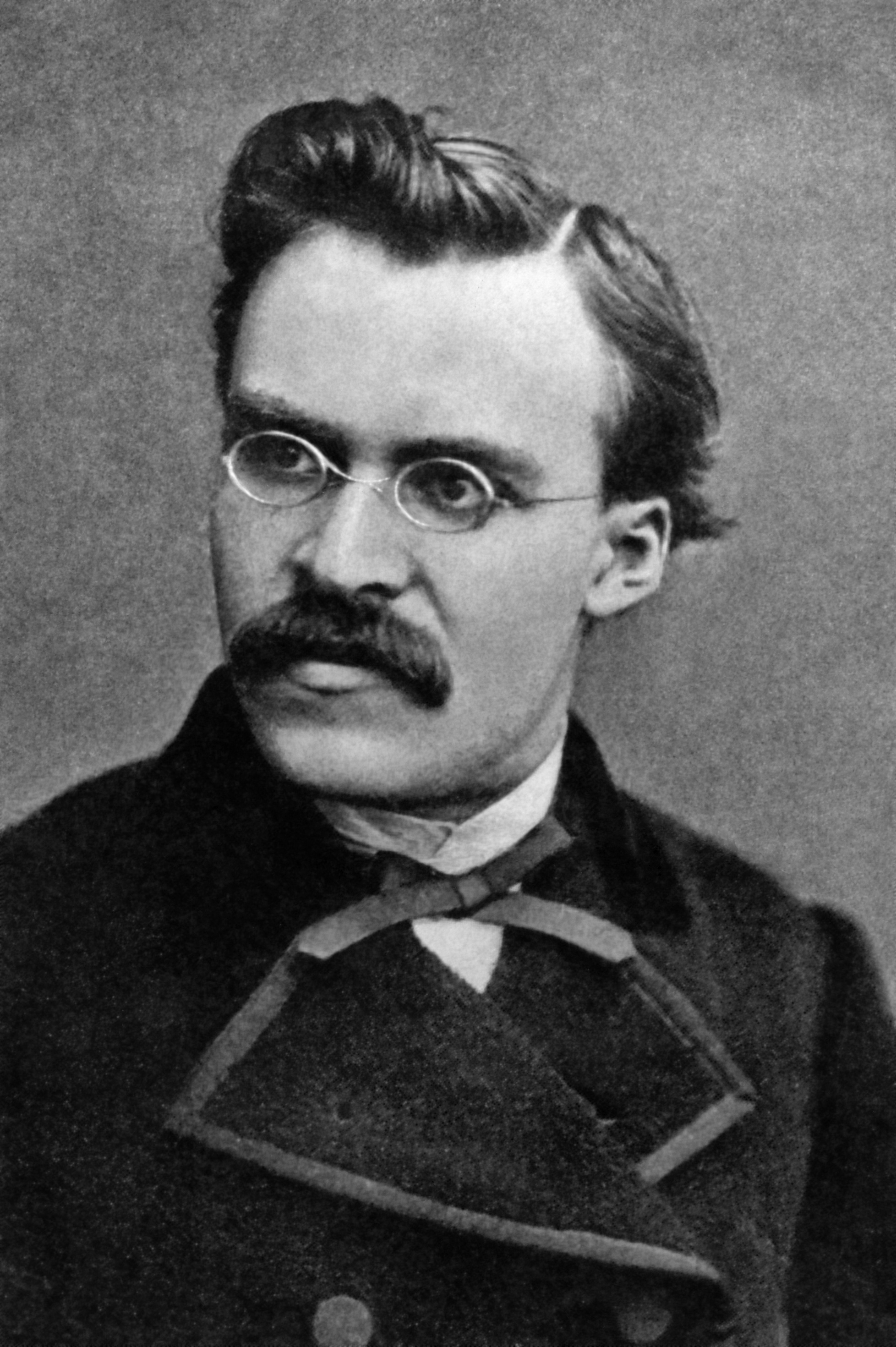
尼采认为耶稣的教导是“不自然”的。

19世纪哲学家弗里德里希·尼采对耶稣和基督教作出许多批评，甚至激进地自称是“反基督”的。例如，在《人性，太人性的》和《偶像的黄昏》中，尼采指责教会和耶稣的教导在对待激情，特别是性上是反自然的：“例如，（在登山宝训中），耶稣特别提到了性：‘如果你的一隻眼使你絆倒，就把它剜出來丟掉！’幸运的是，没有任何基督徒遵守这个规则……那些遵循这个忠告并相信毁灭自己性欲的基督徒是在欺骗自己：他们像怪异的吸血鬼一样生活，在让人作呕的伪装中自我折磨着。”尼采确实明确地认为耶稣是一个凡人，并且最终被误导，他是真正英雄的对立，他假定真正的英雄是狄奥尼索斯一样的英雄。尼采对耶稣将卑微者抬高反感：“一切可怜的事物，一切自我折磨的事物，一切被低贱感觉折磨的事物，整个灵魂的下贱地带突然被抬高到上面！”
然而，尼采没有反对耶稣，说他是“只是一个真正的基督徒”。他描绘了这样的基督：他的内在生命充满了“和平，温柔，无仇恨”的幸福。尼采对基督教组织制度及其祭司阶层有很多批评。基督的福音是指神的国在你里面的好消息。“什么是‘福音’？真正的生活、永恒的生活已经存在了——它不是承诺，它就在这里，在你心内：就像生命在爱中一样.……‘罪’作为上帝与人之间的间隔已经废除了——这就是‘福音’。‘福音’正是没有更多的对立……”

### 达耶难陀·萨拉斯瓦蒂
达耶难陀·萨拉斯瓦蒂是一位19世纪的哲学家，也是雅利安社的创始人，在他的书本《真理的光明》（Satyarth Prakash）中，他批评了基督教，把耶稣描述为“一个没有受过教育的野蛮国度的伟大事物”：
“所有的基督教传教士都说，耶稣是一个非常平静、爱好和平的人。但事实上，他是个急性子，缺乏知识教养，表现得像野蛮野人。这表明耶稣既不是神的儿子，他有没有任何神迹能力。他没有赦免罪的能力。义人不需要像耶稣那样的调解者。耶稣来到世界传播不和，现在世界各地冲突在持续。因此，很明显，基督作为上帝的儿子是个骗局，至于他能知晓过去和未来并能赦免罪，都是他门徒虚假地制造出来的。在现实中，他是个非常普通无知的人，既没有学识也不是一个冥想者。”

萨罗斯薄底说，耶稣也不是一个开明的人。他认为，如果耶稣是神的儿子，上帝会在他死时救他，那他就不会在最后时刻承受这剧烈的精神和肉体的痛苦。

他注意到圣经记载了妇女们抱着耶稣的脚崇拜他，于是问道：
“这是那具被埋了的尸体吗？现在尸体已经埋了三天，我想知道为什么它不腐烂？”

### 伯特兰·罗素

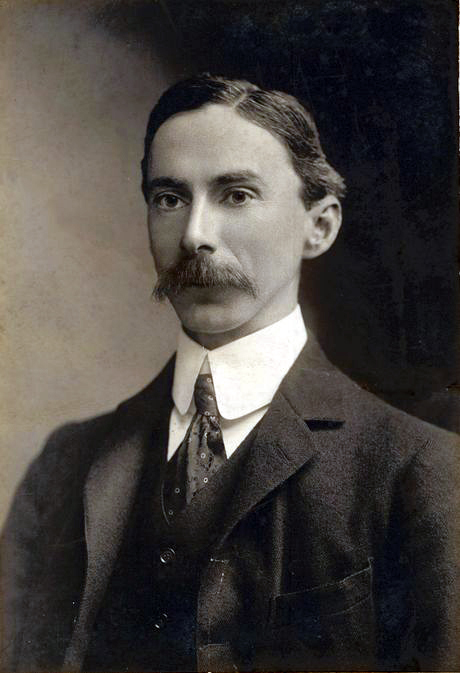
伯特兰·罗素将耶稣的报复心理称为道德性格的缺陷。

在1927年的文章《为什么我不是基督徒》中，罗素指出，福音中提到耶稣说他的再临将发生在一些听众的生命中（路加福音9:27）。他从这里得出结论是，耶稣的预测是不正确的，因此耶稣“并不像某些人一样聪明，他肯定也不是超级明智的”。
虽然罗素相信耶稣是一个“道德高尚”的人，但他也觉得耶稣性格有一些显著的缺陷。他在文中写道：
我认为，在基督的道德品格中有一个非常严重的缺陷，那就是他相信地狱。我不觉得任何真正具有深刻人性的人会相信永久的惩罚。福音书所描述的基督当然相信永久的惩罚，并且人们反复地发现他对那些不听从他讲道的人有一种报复性的愤怒——这种态度对于传道人来说并不少见，但却有点损害了最高的道德卓越性。例如，你不会在苏格拉底中看到这种态度。你会发现苏格拉底对不听从他的人非常平静和彬彬有礼；在我看来，更有修养的贤者应该采取这种姿态，而不是愤慨的姿态。
 
罗素也表示出对耶稣在历史中存在的怀疑，并质疑宗教的道德性：“我有意地认为，教会组织的基督教曾是并仍然是世界道德进步的主要敌人。」

### 克里斯托弗·希欽斯
2011年去世的作家和记者克里斯托弗·希钦斯对耶稣和宗教都非常批判。关于耶稣的地狱教导，希钦斯写道：
摩西的神要求其他部落，包括他最喜欢的部落，遭受大屠杀和瘟疫，甚至灭绝，但当坟墓埋葬了他的受害者后，他基本忘记了他们，除非他还记着咀咒他们的后代。当和平之君到来后，我们才听到进一步惩罚和折磨落到了已死的人的头上，这是极为恐怖的。

希钦斯觉得耶稣前后不一，他问：
“如果耶稣能医治一个偶然遇见的盲人，那么，为什么他不让盲目的病症状不存在呢？”

### 山姆·哈里斯
《信仰的结束》的作者山姆·哈里斯批评耶稣的教导，认为耶稣教导他的追随者要遵守摩西律法，并声称耶稣给追随者详述如何处决异教徒。他写道：
除了要求我们履行旧约圣经任何一处外，耶稣似乎在约翰福音15：6中提出进一步改进杀害异端者和不信者的做法：“人若不常在我里面，就像枝子丢在外面枯乾，人拾起来，扔在火里烧了。”当然了，我们是否要以隐喻的方式来解释耶稣是我们的事情。然而，圣经的问题是，它的许多可能的解释（包括大多数字面意义上的解释）可以用于将捍卫信仰的暴行正当化。 

## 进阶阅读
- Toledoth Yeshu （页面存档备份，存于）, translation of Morris Goldstein (Jesus in the Jewish Tradition) and Alan Humm.
- Avalos, Hector. The Bad Jesus: The Ethics of New Testament Ethics (Sheffield, UK: Sheffield Phoenix Press, 2015).